# Millardia meltada
Millardia meltada är en däggdjursart som först beskrevs av Gray 1837.  Millardia meltada ingår i släktet indiska mjukpälsråttor, och familjen råttdjur. IUCN kategoriserar arten globalt som livskraftig. Inga underarter finns listade i Catalogue of Life.
Denna gnagare blir 80 till 200 mm lång (huvud och bål) och har en 68 till 185 mm lång svans. Den mjuka och silkeslena pälsen på ovansidan har en grå färg och undersidan är täckt av vit päls.
Arten lever i Indien samt i angränsande regioner av Pakistan och Nepal. Den förekommer även i Sri Lanka. Gnagaren vistas i låglandet och i bergstrakter upp till 2670 meter över havet. Habitatet utgörs av lövfällande skogar, gräsmarker och klippiga områden. Millardia meltada kan anpassa sig till människans landskapsförändringar och är mycket vanlig i odlade områden.
I naturen grävs ibland korta underjordiska bon. Millardia meltada använder även övergivna bon av andra djur samt naturliga håligheter i sten- eller halmhögar. Dräktigheten varar ungefär 20 dagar och könsmognaden infaller tre till fyra månader efter födelsen.
Individer i fångenskap som hade tillgång till en liten mängd av gräs, halm eller papper byggde ett näste som hade formen av en tallrik. När buren var fylld med ett tjockt skikt av dessa material grävdes tunnlar och hålrum. Könsmognaden infaller för honor när de väger 40 till 80 g och för hannar vid en vikt av 50 till 100 g (sällan hos lite lättare exemplar). I genomsnitt föds 6 ungar per kull. Kullar kan förekomma hela året men de flesta ungar föds under skördetiden för vete (april) och ris (oktober). Födan består huvudsakligen av olika delar av vete (korn, blomställning), av ris (bara oktober till januari) och av insekter. Ibland äts blad och rötter av andra växter.
Nyfödda ungar är blinda men kroppen är redan täckt med några tunna hår och framtänderna är bra utvecklade. Ungarna öppnar sina ögon efter cirka 12 dagar. Arten lever vanligen 6 månader och enskilda exemplar blev 16 månader gamla.